# Opération Renate
Seconde Guerre mondiale
Batailles
Opérations anti-partisans en Croatie
L'opération Renate  est une opération anti-partisans menée par les forces allemandes et croates du 11-19 mars 1944 en Dalmatie.

## But de l'opération
Cette opération était destinée à éliminer les partisans de la péninsule de Murter au nord-ouest de Sibenik en Dalmatie centrale.
| \| Murter Šibenik \| |
| Murter Šibenik       |

## Forces en présence
Forces de l'Axe
 Reich allemand
- IIe et IVe bataillon Infanterie-Regiment. 891 de la 264. Inf.Div.
- Feldersatz-Bataillon 264 de la 264. Inf.Div. (bataillon de remplacement sur le terrain)

 Waffen-SS
- V. Generalkommando SS Freiwilligen Gebirgskorps 6[1],[2]

 État indépendant de Croatie
- Les unités ne sont pas connues

Résistance
 Partisans
- Les unités ne sont pas connues

## L'opération
Les archives militaires allemandes indiquent que l'opération s'est déroulée comme prévu et sans incident et que la plupart des partisans ont réussi à éviter le contact. Il n'y a, par contre, aucune mention de cette opération dans la littérature yougoslave d'après-guerre.

## Bilan
D'après les archives militaires allemandes les pertes sont : 
- Allemands: 1 tué et 1 blessé.
- Partisans: 28 morts comptés, 48 morts et blessés supplémentaires et 9 prisonniers